# Filippo Maria Pirelli
Filippo Maria Pirelli (* 29. April 1708 in Ariano Irpino; † 10. Januar 1771 in Rom) war ein Kurienkardinal der Römischen Kirche.

## Leben
Pirelli, aus einer neapolitanischen Patrizierfamilie stammend, wuchs in Ariano Irpino und Neapel auf. Er studierte Zivil- und Kirchenrecht und sollte 1733 seinem verstorbenen Onkel als Domkapitular seiner Heimatstadt nachfolgen, doch Bischof Filippo Tipaldi entschied sich gegen ihn. So kehrte er zunächst nach Neapel zurück, ehe ihn Papst Clemens XII. zu seinem privaten Kämmerer ernannte.
Papst Benedikt XIV. verlieh Pirelli 1741 den Titel eines päpstlichen Hausprälaten. Zudem übertrug er ihm mehrere juristische Tätigkeiten an der Kurie, unter anderem die eines zivilen Auditoren der Apostolischen Kammer im Jahr 1749. Im Dezember 1753 wurde Pirelli Auditor der Apostolischen Signatur. Benedikts Nachfolger Clemens XIII. berief ihn 1762 zum Leutnant der Apostolischen Kammer und im Folgejahr zum Sekretär der Konsistorialkongregation, ein Amt, das ausschließlich Bischöfen vorbehalten war. Daher wurde Pirelli zunächst am 4. November 1764 zum Priester geweiht, am 10. Februar 1765 erfolgte durch Papst Clemens XIII. persönlich seine Bischofsweihe. Die Ernennung zum Titularerzbischof von Damascus war kurz zuvor erfolgt.
Im Konsistorium vom 26. September 1766 nahm ihn Clemens XIII. als Kardinalpriester von San Crisogono ins Kardinalskollegium auf und machte ihn zum Mitglied mehrerer Kardinalskongregationen. Kardinal Pirelli nahm am Konklave des Jahres 1769 teil, das stark von der Jesuitenfrage dominiert wurde, und verfasste über die Geschehnisse ein Tagebuch. Er befürwortete Maßnahmen zur Eindämmung antikirchlicher Strömungen und war enttäuscht über die Wahl von Clemens XIV., den er als Verbündeten jener Staaten sah, die den Jesuitenorden verbieten wollten.
Nachdem sich sein Gesundheitszustand Ende 1770 verschlechterte und er unter heftigem Fieber litt, verstarb er im Januar des Folgejahres. Kardinal Pirelli wurde in der römischen Kirche Santa Maria in Vallicella beigesetzt.